# ژان-کلود مانیان
ژان-کلود مانیان (فرانسوی: Jean-Claude Magnan‎؛ زادهٔ ۴ ژوئن ۱۹۴۱) شمشیرباز اهل فرانسه است.
وی در مسابقات کشوری و بین‌المللی در مجموع برندهٔ ۱ مدال طلا، ۱ مدال نقره، ۲ مدال برنز شده‌است.